# Imbrasia obscura
Imbrasia obscura är en fjärilsart som beskrevs av Butler 1878. Imbrasia obscura ingår i släktet Imbrasia och familjen påfågelsspinnare. Inga underarter finns listade i Catalogue of Life.